# Hamburger Feuerkasse
Die Hamburger Feuerkasse (vollständige Firmierung: Hamburger Feuerkasse Versicherungs-AG) ist eine Schadenversicherung in Hamburg. Sie wurde am 30. November 1676 gegründet und ist das älteste Versicherungsunternehmen der Welt. In Hamburg gilt die Hamburger Feuerkasse als marktführend bei Wohngebäudeversicherungen.

## Geschichte

### Vorgeschichte
Der Abschluss des ersten Hamburger Feuerkontrakts erfolgte aus einer Interessengemeinschaft von Brauereibetrieben im Jahre 1591. Die angeschlossenen Brauereien zahlten in einen Topf ein, um die Brauereien wieder aufbauen zu können, die durch ein Feuer einen Schaden erlitten. Abgebrannten Brauereien konnte so eine weitere Existenz ermöglicht werden. Zuvor war ein Brand eine Bankrott-Erklärung an den jeweiligen Betrieb gewesen.
Verschiedene Brände führten letztendlich zur Erweiterung der Interessengemeinschaft und zur Gründung der Hamburger Feuerkasse. Ein Auslöser für die Gründung war der Stadtbrand von London 1666, welcher über 13.000 Häuser und knapp 90 Kirchen vernichtete. Auch in Hamburg gab es während dieser Zeit vermehrt Brände: Zwischen 1666 und 1676 brannten das sogenannte Werck- und Zucht-Haus, der Gasthof Lübeckischer Baum und der Kalkhof mitsamt seiner 34 Gebäuden ab. Außerdem brannten mehrere Häuser im heutigen St. Pauli und Cremon nieder.

### Gründung
1676 wurde dann die Hamburger Feuerkasse gegründet. Die in der Stadt bestehenden Feuerkontrakte wurden zusammengefasst durch die am 30. November des Jahres verabschiedete Puncta der General Feur-Ordnungs-Cassa. Rat und Bürgerschaft der Stadt Hamburg gründeten damit das erste Versicherungsunternehmen der Welt.
Der Versicherungsbereich befand sich innerhalb der Ringmauern der Stadt. Der Eintritt war freigestellt, der Austritt aber genehmigungspflichtig. Die Gebäude wurden nach ihrem tatsächlichen Wert (Verkehrswert) versichert. Die maximale Versicherungssumme betrug 15.000,- Mark mit „einem quart“ Selbstbeteiligung. Es wurden feste Beiträge (ordentliche Zulage) verlangt und eine unbegrenzte Nachschusspflicht (außerordentliche Zulage). Es galt eine Wiederaufbauklausel, nach der das Gebäude wieder errichtet werden musste. Das Geld durfte für nichts anderes benutzt werden.

### Ausbau und Hamburger Brand
Seit dem Jahr 1753 waren Austritte nach einem Eintritt nicht mehr gestattet. 1817 wurde die Versicherungspflicht eines jeden Gebäudes eingeführt, wodurch Gebäudeeigentümer in Hamburg ihre Häuser bei der Hamburger Feuerkasse versichern mussten.
Im 19. Jahrhundert baute die Hamburger Feuerkasse ihr Versicherungsangebot aus. 1833 wurde die Neuwertversicherung eingeführt. Kostete ein gleichartiges Gebäude mehr als zum Zeitpunkt des Errichtens, wurde der höhere Betrag bezahlt. Bei Nichtwiederherstellung des Gebäudes wurde die Entschädigung um ein Viertel gemindert (heutige Zeitwertentschädigung).
1842 ereignete sich der Hamburger Brand; zwischen dem 5. und dem 8. Mai brannten über einen Zeitraum von 70 Stunden etwa 20 % des Gebäudebestandes in Hamburg nieder. Die Gebäudeschäden lagen bei rund 45,5 Millionen Mark, welche die Hamburger Feuerkasse nicht aus eigenen Rücklagen tilgen konnte. Für die Entschädigungszahlungen musste die Hamburger Feuerkasse eine Staatsanleihe aufnehmen, deren Tilgung erst 1888, nach insgesamt 46 Jahren, abgeschlossen war.
Im Jahr 1867 erfolgte die Einführung eines nach Gefahren abgestuften Beitrages. Explosionsschäden galten als mitversichert, auch wenn kein Feuer dabei entstand.
1928 wurde die Feuerkassendeputation (Behörde) aufgehoben und ein Verwaltungsrat wurde im Zuge einer Selbstverwaltung gebildet. Zwei Jahre später wurde das Versicherungsangebot erneut ausgebaut; diesmal durch den Schutz vor Sturm- und Hagelschäden.
Der Versicherungsbereich wurde 1937 auf „Groß-Hamburg“ ausgedehnt. Die Tätigkeit für die ausgegliederten Gemeinden Geesthacht, Großhansdorf, Schmalenbeck (1953) und Cuxhaven (1955) wurde beendet. Zwei Jahre später wurde die Hamburger Feuerkasse feuerschutzsteuerpflichtig.
1984 erfolgte die Einführung und Bildung einer Schwankungsrückstellung und 1988 die Einführung der Haftung für Überspannungsschäden durch Blitz.

### Eigentümerwechsel und Neuausrichtung
Eine Sparte der Hamburger Feuerkasse, die Hamburger Mobiliar Feuerkasse, wurde 1990 an die Provinzial-Versicherung Kiel verkauft. Das Monopol, welches bis dahin in Hamburg bestand, wurde 1994 aufgehoben und die Pflichtversicherung entfiel; aus Monopolversicherungsverhältnissen wurden Versicherungsverträge. Das Unternehmen wurde zu einer Aktiengesellschaft und an die DBV-Winterthur-Versicherungsgruppe Wiesbaden verkauft. Im Jahr 1997 wurde die Feuerkasse Teil der Provinzial-Gruppe, seit 2005 ist die sie unter dem Dach der Provinzial Holding AG integriert. Nach der Eingliederung in die Provinzial übernahm die Hamburger Feuerkasse das Privatkundengeschäft für Gebäude- und Wohnungseigentümer im Raum Hamburg; die Provinzial übernahm stattdessen das Geschäft in Schleswig-Holstein und Mecklenburg-Vorpommern.
Die Geschäftsfelder der Feuerkasse wurden 2012 ausgebaut, wodurch erstmalig auch Unfall-, Haftpflicht- und Hausratversicherungen für Mieter angeboten wurden. Gleichzeitig wurde aufgrund stetiger Verluste die Industrieversicherung an den Mutterkonzern übergeben. Die Erweiterung des Geschäftsangebots geschah im Zuge einer Neuausrichtung, bei welcher der regionale Markt stärker genutzt werden sollte. Ein Jahr später übernahm die Hamburger Feuerkasse offiziell die Geschäfte der Provinzial im Hamburger Stadtgebiet und wurde dort zum alleinigen regionalen Sachversicherer, nachdem sie zuvor bereits für Gebäudeversicherungen zuständig gewesen war. Im Gegenzug trat die Feuerkasse ihre restlichen Geschäfte in Schleswig-Holstein an die Provinzial ab.

### Unwetterschäden
In den Jahren ab 2011 kam es vermehrt zu schweren Unwetterschäden. Nach 2002 wurde 2011 das schadenträchtigste Geschäftsjahr der Hamburger Feuerkasse. 2013 sorgte der Orkan Christian für über 6000 Schadenfälle; der Orkan Xaver verursachte im Dezember über 4000 Schäden in Höhe von 10,5 Millionen Euro. Die Aufwendungen für Leitungswasserschäden stiegen 2014 um über 26 %. Für das Geschäftsjahr 2015 stiegen die Schadenaufwendungen um 40 % auf über 100 Millionen Euro. In der ersten Jahreshälfte von 2016 meldete die Hamburger Feuerkasse rund 11.000 von Stürmen verursachte Schäden mit einem Schadenvolumen von 13 Millionen Euro. Infolge der Unwetter stieg die Nachfrage nach Elementarschutzversicherungen. Nach dem Sturmtief Xavier im Jahr 2017 verzeichnete die Hamburger Feuerkasse über 2000 Schadensfälle.
Neben vermehrten Unwetterschäden stieg auch die Anzahl an Großbränden und Dachstuhlbränden in Mehrfamilien- und bei Reetdachhäusern. Die Hamburger Feuerkasse verzeichnete vor allem mehr Brände, welche durch technische Defekte ausgelöst wurden.

### Entwicklungen seit 2018
Im April 2018 startete die Hamburger Feuerkasse eine Vertriebskooperation mit der Hamburger Sparkasse (Haspa), der größten Sparkasse Deutschlands. Die Kooperation bezieht sich auf das Privatkundengeschäft in den Bereichen Sach-, Haftpflicht-, Unfall- und Kraftfahrtversicherungen. 2022 erfolgte die Übertragung der Hamburger Feuerkasse von der Provinzial Holding AG auf die Provinzial Versicherung AG. Durch diese Übertragung konnten Funktionen für Schaden- und Unfallversicherung bei der Provinzial Versicherung AG gebündelt werden; die Hamburger Feuerkasse blieb in ihrer Form als regionaler Versicherer in Hamburg bestehen.

## Unternehmensstruktur
Die Hamburger Feuerkasse Versicherungs-AG gehört zum Provinzial-Konzern. 2022 beschäftigte sie 173 Mitarbeiter und erzielte gebuchte Bruttobeiträge im Gesamtvolumen von knapp 160 Millionen Euro. Davon entfielen 63 % auf Firmenkunden und 37 % auf das Privatkundengeschäft.
Zur Hamburger Feuerkasse gehören insgesamt 19 Agenturen, in denen Versicherungen für die Hamburger Feuerkasse und die Provinzial Bord Brandkasse AG vermittelt werden. Bei den angebotenen Versicherungen der Hamburger Feuerkasse handelt es sich vornehmlich um Schaden- und Unfallversicherungen sowie Gebäudeversicherungen. Seit 2019 werden auch Kraftfahrtversicherungen angeboten. Für die Provinzial NordWest Lebensversicherung AG vermittelt die Hamburger Feuerkasse zudem Lebensversicherungen. Darüber hinaus werden Rechtsschutzprodukte der ÖRAG und Krankenversicherungsprodukte der Union Krankenversicherung angeboten.
2019 waren rund 70 % aller Wohngebäude in Hamburg bei der Hamburger Feuerkasse versichert.

## Marketing und Engagement
Die Hamburger Feuerkasse engagiert sich vor allem in regionalen Initiativen und Vereinen. Unter anderem förderte sie, zusammen mit anderen Unternehmen, den Bau des 2007 eröffneten Auswanderermuseums BallinStadt. Die Hamburger Feuerkasse unterstützt zudem verschiedene regionale Sportvereine; beispielsweise ist sie Sponsor des Handball-Zweitligisten HSVH.

### Hamburger Feuerwehr
Ein Großteil des Engagements der Hamburger Feuerkasse gilt der Feuerwehr Hamburg. Für das Engagement für die Freiwilligen- und Jugendfeuerwehren wurde die Hamburger Feuerkasse 2008 von der Freiwilligen Feuerwehr Hamburg offiziell als Partner der Feuerwehr ausgezeichnet. Unter anderem wird die Feuerwehr durch Sachspenden unterstützt; 2020 wurden 150 mobile Rauchverschlüsse gesponsort. Die Kampagne Sei dabei. Ehrensache!, durch welche neue Mitglieder für die Freiwillige Feuerwehr in Hamburg angeworben werden sollen, wird ebenfalls von der Hamburger Feuerkasse unterstützt.
Für das Kindeswohl unterstützte die Hamburger Feuerkasse die Initiative Kinder-Finder. Im Rahmen dieser Initiative wurden kleine, gelb-reflektierende Aufkleber hergestellt, um diese an Kinderzimmertüren zu kleben. Dadurch sollen Feuerwehrkräfte Kinder in Brandobjekten schneller ausfindig machen können. 2019 wurden erstmalig 40.000 Aufkleber an die Feuerwehr übergeben.

## Einzelbelege
1. 1 2 3 4 5 6  Hamburger Feuerkasse Versicherungs-AG, Jahresabschluss zum Geschäftsjahr vom 01.01.2022 zum 31.12.2022, veröffentlicht im Unternehmensregister am 7. Juli 2023, abgerufen am 18. März 2024.
2. 1 2 3  Die älteste Versicherung der Welt wird gegründet. In: Handelsblatt. 30. November 2011, Nr. 232, S. 5.
3. 1 2  Älteste Versicherung. In: Hamburger Abendblatt. 8. Juli 2014.
4. 1 2  Carsten Steevens: Hamburger Feuerkasse lebt auf. In: Börsen-Zeitung. 11. Oktober 2017, Nr. 195, S. 2.
5. 1 2 3  Hamburger Feuerkasse. In: Hamburger Abendblatt. 12. Dezember 2014, Nr. 290, S. 11.
6. 1 2 3 4  Olaf Wunder: Der Tag, an dem die Hamburger Feuerkasse gegründet wurde. In: Hamburger Morgenpost, 3. Dezember 2016, S. 28.
7. ↑  Der Tag zurückgeblättert. In: Mitteldeutsche Zeitung. 3. Dezember 2016, S. 2.
8. 1 2 3  Hamburger Feuerkasse baut um. In: Frankfurter Allgemeine Zeitung. 5. Juni 2012, Nr. 129, S. 12.
9. ↑  11 Dinge, die Sie wahrscheinlich noch nicht wussten über unsere Stadt. In: Hamburger Abendblatt. 10. Dezember 2022, S. 15.
10. 1 2  William L. Evenden: Deutsche Feuerversicherungs-Schilder: German fire marks. Verlag Versicherungswirtschaft e. V., Karlsruhe 1989, ISBN 3-88487-190-0, Die Geschichte der Feuerversicherung in Deutschland, S. 1–17.
11. ↑  Jens Meyer-Odewald: Brandgilden: Sammler brennen für ihre Schilder. In: Hamburger Abendblatt. 4. April 2015, abgerufen am 18. März 2024.
12. 1 2  Das Buch der Katastrophen. In: Die Welt. 1. März 2001, Nr. 51, S. 41.
13. 1 2 3  Stephan Maaß: Feuerkasse wird ein bisschen selbstständiger. In: Die Welt. 5. Juni 2012, Nr. 129, S. 29.
14. ↑  Elisabeth Atzler, Carsten Herz: Provinzial Nordwest und Rheinland einigen sich auf Fusion. In: Handelsblatt. 25. Februar 2020, abgerufen am 17. April 2024.
15. ↑  Hamburger Feuerkasse. Rückzug aus Schleswig-Holstein. Tochter der Provinzial beschränkt sich auf die Hansestadt. In: Handelsblatt. 24. Juni 1997, S. 15.
16. 1 2  Volker Mester: Feuerkasse versichert auch Mieter. In: Die Welt. 18. Juni 2013, Nr. 139, S. 27.
17. ↑  Sturmtief Xaver verursachte 2000 Schäden. In: Hamburger Abendblatt. 2. Januar 2014.
18. ↑  Werden Elon und Felix auch teurer als Xaver? In: Die Welt. 19. Januar 2015.
19. ↑  Stürme treiben Versicherungsbeiträge hoch. In: Hamburger Abendblatt. 20. April 2015.
20. 1 2  Steffen Preissler: Furcht vor Jobabbau bei Feuerkasse. Älteste Versicherung der Welt macht wegen vieler Schäden wieder Verlust. In: Hamburger Abendblatt. 10. Juni 2016, Nr. 134, S. 9.
21. ↑  Daniel Herder: Stürme verursachen Millionenschäden im Norden. In: Hamburger Abendblatt. 6. Oktober 2016, Nr. 234, S. 18.
22. ↑  Am sichersten vor Blitzen lebt man im Norden. In: Hamburger Abendblatt. 26. Juli 2016.
23. ↑  Hamburger Feuerkasse erwartet steigende Versicherungskosten. In: Süddeutsche Zeitung. 9. Oktober 2017, abgerufen am 18. März 2024.
24. ↑  Jörg Riefenstahl: Mehr Großbrände wegen Dachsanierung. In: Hamburger Abendblatt. 13. Juli 2015, Nr. 160, S. 7.
25. ↑  Steffen Preißler: Gebäudeversicherung – die besten Tarife. In: Hamburger Abendblatt. 10. April 2019, S. 6.
26. ↑  Auswanderermuseum auf der Veddel feiert 10. Geburtstag. In: Die Welt. 6. Juli 2017, Nr. 155, S. 28.
27. ↑  Friederike Gehlenborg: Auswanderermuseum für Einwanderer. In: Die Welt. 5. Juni 2012, Nr. 155, S. 36.
28. ↑  Nils Weber: Leckerbissen! HSVH fordert Kiel. In: Hamburger Morgenpost. 19. Juni 2019, S. 32.
29. ↑  Jörg Plagens: Feuerkasse Hamburg – Partner der Feuerwehr. In: Feuerwehr Hamburg. 5. April 2008, abgerufen am 18. März 2024 (deutsch).
30. ↑  Rüdiger Gaertner: Gib dem Qualm keine Chance: Spende: Feuerwehr bekommt 150 besondere Lebensretter. In: Hamburger Morgenpost. 9. September 2020, abgerufen am 19. März 2024 (deutsch).
31. ↑  Jugendfeuerwehren kommen gut durch die Corona-Zeit. In: Hamburger Abendblatt. 20. April 2022, S. 10.
32. ↑  A. Schefler: Sei dabei. Ehrensache! 2.0. In: Feuerwehr Hamburg. 5. September 2022, abgerufen am 18. März 2024 (deutsch).
33. ↑  Wenn es mal brennt: So sollen vermisste Kinder schneller gefunden werden. In: Uetersener Nachrichten. 5. Oktober 2023, S. 18.
34. ↑  Daniel Herder: Kinderfinder können Kinder retten. In: Hamburger Abendblatt. 14. November 2019, S. 17.